# Cannabichromen
Cannabichromen (auch CBC) ist eines von bislang 113 entdeckten Cannabinoiden. Es wirkt nicht selbst schmerzstillend, unterstützt jedoch die schmerzhemmende Wirkung des Tetrahydrocannabinols (THC) und wirkt beruhigend. Außerdem wurde eine antibiotische Wirkung gegen Bakterien festgestellt, die als resistent gegenüber klassischen Antibiotika gelten. Wenn Cannabichromen Licht ausgesetzt wird, kann dadurch Cannabicyclol entstehen. Das Vorkommen von CBC ist bei Cannabis indica höher als bei Cannabis sativa.
In den USA wird CBC in Form von medizinischem Cannabis eingesetzt, z. B. gegen Epilepsie und um die schmerzhemmende Wirkung von Tetrahydrocannabinol zu unterstützen.